# Can Marquès (Cabanelles)
Can Marquès és una masia a un parell de km al sud-est del nucli urbà de Cabanelles a tocar de Can Pou. S'hi accedeix des de la carretera C-260, agafant un trencall a mà esquerra en direcció a Besalú. Segons el Pla Especial d'identificació i regulació de masies i cases rurals de l'Ajuntament de Cabanelles Can Marqués és una edificació del segle xviii amb reformes i ampliacions posteriors.
Masia de grans dimensions formada per diversos cossos adossats que li confereixen una planta irregular. La construcció és bastida en pedra de diverses mides, còdols i fragments de maons, lligats amb morter de calç i disposats més o menys regularment.
L'habitatge principal, localitzat al bell mig de l'estructura arquitectònica, presenta la coberta de dos vessants de teula i està distribuït en planta baixa i dos pisos. La façana principal, orientada a migdia, presenta un portal rectangular amb els brancals bastits amb carreus de pedra calcària de tonalitat blanquinosa i la llinda plana monolítica. Al pis hi ha dues finestres rectangulars amb el mateix tipus d'emmarcament que la porta i els ampits motllurats. La que està situada damunt del portal presenta espiell inferior i la llinda gravada amb una inscripció il·legible. Al costat, en un altre cos estructural endarrerit respecte a la línia de la façana, hi ha una finestra rectangular emmarcada en pedra amb la llinda sostinguda amb permòdols. La resta de construccions adossades a la banda de llevant de l'habitatge són coberts i porxos destinats a usos agrícoles, amb diverses refeccions de recent factura. Hi ha un altre cos adossat al costat de la porta d'accés a l'edifici, distribuït en dues plantes i amb terrassa al nivell del pis. Un portal d'arc rebaixat bastit en maons hi dona accés.
Encara hi ha un altre gran cos rectangular adossat a l'extrem de ponent de la construcció. Presenta la coberta de dos vessants de teula, distribuït en un sol nivell i destinat a usos agrícoles, amb una gran obertura rectangular emmarcada per grans pedres desbastades i la llinda plana de fusta. Adossat a la façana de ponent de la casa principal, hi ha un petit cos que presenta una obertura d'arc apuntat bastida amb lloses de pedra, actualment tapiada. Completant el conjunt hi ha un edifici aïllat destinat a pallissa i corrals, situat a la banda de migdia de l'edifici principal.